# Para las personas de Texas y todos los americanos en el mundo
Para las personas de Texas y a todos los americanos del mundo es una carta abierta escrita el 24 de febrero de 1836 por William B. Travis, comandante de las fuerzas texanas en la batalla de El Álamo, dirigida a los colonos de la Texas mexicana. La carta es conocida como una "declaración de resistencia" y una "obra maestra del patriotismo estadounidense", y forma parte de la educación histórica de los estudiantes de Texas.
El 23 de febrero, durante la Misión del Álamo en San Antonio, Texas había sido asediada por las fuerzas mexicanas dirigidas por el general Antonio López de Santa Anna. Travis, ante el temor de que su pequeño grupo de hombres no pudiera resistir un asalto, escribió esta carta solicitando refuerzos y suministros a sus simpatizantes. La carta termina con el lema "¡Victoria o muerte!", una frase que ha sido tanto elogiada como ridiculizada por los historiadores.
La carta fue inicialmente confiada al mensajero Albert Martin, quien la llevó a la ciudad de Gonzales, ubicada a unas setenta millas de distancia. Martin añadió varias notas para animar a los hombres a reforzar El Álamo, y luego entregó la carta a Launcelot Smithers. Smithers añadió su propia nota y entregó la carta a su destino previsto, San Felipe de Austin. Los editores locales imprimieron más de 700 copias de la carta. También apareció en los dos principales periódicos de Texas y acabó imprimiéndose en todo Estados Unidos y Europa. Como respuesta a la carta, empezaron a reunirse en Gonzales hombres de todo Texas y Estados Unidos. Entre 32 y 90 de ellos llegaron a El Álamo antes de que cayera; el resto formó el núcleo del ejército que finalmente derrotó a Santa Anna en la Batalla de San Jacinto.
Tras el final de la Revolución de Texas, la carta original fue entregada a la familia de Travis en Alabama y, en 1893, uno de sus descendientes la vendió al Estado de Texas por 85 dólares ($2,448 dólares actualmente). Durante muchas décadas estuvo expuesta en la Biblioteca del Estado de Texas; la carta original luego se colocó en un espacio oscuro con fines de conservación, y la carta expuesta es ahora una réplica exacta. Está decorada con un retrato de Travis.

## Antecedentes
La Constitución mexicana de 1824 legalizó las políticas de inmigración del país, permitiendo a los extranjeros establecerse en regiones fronterizas como el Texas mexicano. La gente acudió en multitud a la región; un censo realizado en 1834 estimó que la población de Texas era de 7.800 mexicanos y 30.000 personas de habla inglesa, principalmente de Estados Unidos. Entre los inmigrantes se encontraba William Barret Travis, un nativo de Alabama que había trabajado como profesor, editor de periódicos y abogado, un apasionado por lectura, que a menudo devoraba una novela en tan solo un día. Su gusto era principalmente las aventuras románticas y la historia, especialmente las novelas de Walter Scott y Benjamin Disraeli y las obras históricas de Heródoto. Los historiadores han especulado que la elección del material de lectura de Travis puede haber afectado a su comportamiento -Travis era conocido por sus maneras melodramáticas.

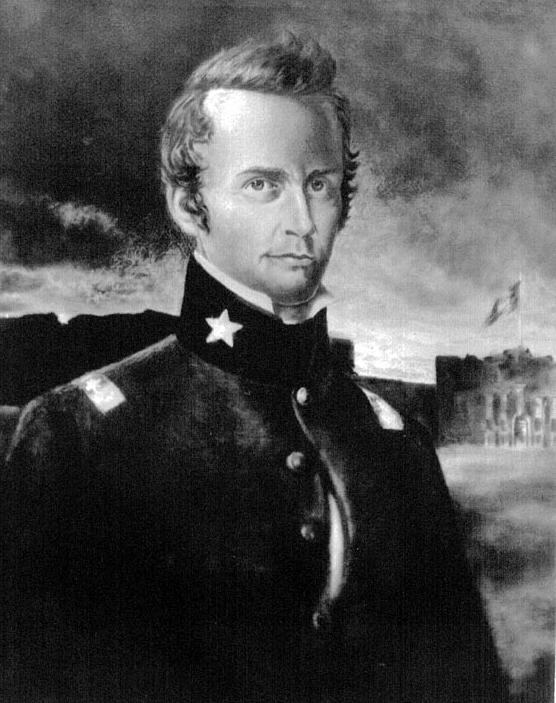
William Barret Travis

En mayo de 1831, Travis abrió un bufé de abogados en Anáhuac, Texas. Al poco tiempo, él y su socio, Patrick Jack, se enfrentaron al comandante militar local, Juan Davis Bradburn. Sus acciones posteriores fueron decisivas para provocar los disturbios de Anáhuac en mayo de 1832. Según el historiador William C. Davis, Bradburn "reaccionó de forma exagerada y convirtió en héroes a dos locales cuyas acciones inconformes, su propia gente no estaba muy dispuesta a sancionar" Bradburn se vio obligado a renunciar a su puesto y a huir de Texas.
Los disturbios de Anáhuac coincidieron con una guerra civil mexicana. Los tejanos se alinearon con los defensores del federalismo que defendían un papel más fuerte para los gobiernos estatales, en oposición a un gobierno centralizado que establecía la mayoría de las políticas a nivel nacional. Los federalistas se impusieron y su general favorito, Antonio López de Santa Anna, fue elegido presidente. En 1835, Santa Anna comenzó a consolidar el poder; en respuesta, los federalistas lanzaron una rebelión armada en varios estados mexicanos. Travis, un ferviente enemigo del centralismo, dirigió un ataque a Anáhuac en junio de 1835 y obligó a la guarnición mexicana a rendirse. Muchos colonos de Texas consideraron que la acción de Travis fue imprudente y se vio obligado a pedir disculpas. Aunque el gobierno mexicano emitió una orden de arresto, las autoridades locales no la aplicaron.
Los tejanos estaban cada vez más descontentos con el gobierno, ya que Santa Anna se posicionaba como dictador. En octubre comenzó la Revolución de Texas y los delegados nombraron un gobierno provisional. Travis fue nombrado teniente coronel del nuevo ejército regular y se le pidió que levantara una compañía de caballería. También participó en el sitio de Béjar, donde demostró ser "un oficial impulsivo y ocasionalmente insubordinado"
A finales de 1835, los tejanos habían expulsado a todas las tropas mexicanas de Texas. Creyendo que la guerra había terminado, muchos tejanos renunciaron al ejército y regresaron a casa.  En enero, el gobierno provisional se derrumbó por completo; a pesar de la falta de autoridad de cualquier rama del gobierno para interferir con otras ramas, la legislatura destituyó al gobernador Henry Smith, quien a su vez disolvió la legislación. Nadie en Texas estaba del todo seguro de quién estaba al mando.
Aunque la autoridad gubernamental texana decrecía, corrían rumores de que Santa Anna dirigiría personalmente una invasión a Texas para reprimir la revuelta. A pesar de estas noticias, la fuerza del ejército texano seguía disminuyendo. Los colonos de Texas estaban divididos con respecto a si estaban luchando por la independencia o por el retorno a un gobierno federalista en México. La confusión hizo que muchos colonos permanecieran en sus casas o regresaran a ellas. Menos de 100 soldados tejanos permanecieron de guarnición en la Misión de El Álamo en San Antonio de Béxar (hoy en día San Antonio, Texas). Su comandante, James C. Neill, temía que su pequeña fuerza fuera incapaz de resistir un asalto de las tropas mexicanas. En respuesta a las constantes peticiones de Neill para obtener refuerzos, el gobernador Smith envió a Travis y a 30 hombres al Álamo los cuales llegaron el 3 de febrero. La mayoría de los tejanos, incluyendo a Travis, creían que cualquier invasión mexicana estaba a meses de distancia.

## Composición de la carta
Travis asumió el mando de la guarnición del Álamo el 11 de febrero, cuando a Neill se le otorgó un permiso. El 23 de febrero, Santa Anna llegó a Béxar al mando de unas 1500 tropas mexicanas. Los 150 soldados texanos no estaban preparados para este hecho. Mientras se dirigían hacia El Álamo, los tejanos se apresuraron a arrear el ganado al complejo y a buscar comida en las casas cercanas. El ejército mexicano inició el asedio del Álamo e izó una bandera de color rojo sangre la cual indicaba que no había cuartel. Travis respondió con una ráfaga del cañón más grande de El Álamo.

La primera noche del asedio fue en gran parte tranquila. La tarde siguiente, la artillería mexicana comenzó a disparar sobre El Álamo. El coronel mexicano Juan Almonte escribió en su diario que el bombardeo derribó dos de los cañones de El Álamo, incluyendo el enorme cañón de 18 libras. Los tejanos devolvieron rápidamente ambas armas al servicio. Poco después, Travis escribió una carta abierta pidiendo refuerzos al "pueblo de Texas y a todos los americanos del mundo".
Para las personas de Texas y todos los americanos en el mundo:
Conciudadanos y compatriotas: Estoy asediado por mil o más mexicanos bajo el mando de Santa Anna—He soportado ataques continuos durante 24 horas y no he perdido a ningún hombre. El enemigo ha exigido una rendición a discreción, de lo contrario, la guarnición será pasada por la espada, si el fuerte es tomado—He respondido a la demanda con un disparo de cañón, y nuestra bandera todavía flamea con orgullo desde las paredes. Nunca me rendiré ni me retiraré. Entonces, les pido, en nombre de la libertad, del patriotismo y de todo lo que es apreciado por el pueblo americano, que nos ayuden, con toda la diligencia posible—El enemigo está recibiendo refuerzos a diario y sin duda aumentará a tres o cuatro mil en cuatro o cinco días. Si se omite este llamado, estoy decidido a resistir el mayor tiempo posible y a morir como un soldado que nunca olvida el honor que se debe así mismo y al de su país— Victoria o Muerte.
William Barret Travis
Teniente Coronel Comandante
P.D. El Señor está de nuestro lado—Cuando el enemigo apareció a la vista no teníamos ni tres fanegas de maíz—Desde entonces hemos encontrado en casas abandonadas 80 o 90 fanegas y hemos metido en los muros 20 o 30 cabezas de abejas.

Travis

## Distribución
Travis confió la carta al mensajero Albert Martin, que cabalgó durante toda una noche para cubrir las 70 millas (110 km) hasta la ciudad más cercana, Gonzales, lo más rápidamente posible. Durante su viaje, Martin añadió dos posdatas. La primera transmitía el temor de Martin al no saber si el ejército mexicano ya atacó El Álamo y terminaba  "Apresúrate con todos los hombres que puedas a toda prisa". La segunda posdata es aun más difícil de leer, ya que la carta se dobló a lo largo de toda una línea del texto. El papel deteriorado parcialmente a lo largo de la carilla, borrando así varias palabras.Sin embargo, lo esencial del mensaje es que los hombres de El Álamo estaban " decididos a actuar o morir", y que Martin tenía la intención de reunir refuerzos y regresar lo antes posible.

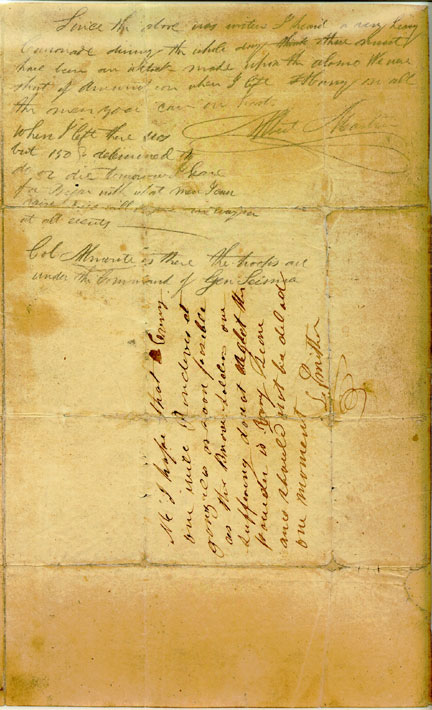
Tanto Albert Martin como Launcelot Smithers agregaron notas al reverso de la carta de Travis. Las dos notas son visibles en esta fotografía escaneada del documento.

En Gonzales, Martin entregó la carta a Launcelot Smithers. Cuando el ejército mexicano llegó a Béxar, Smithers partió inmediatamente hacia Gonzales. Es posible que Travis lo enviara como mensajero oficial, o que viajara hasta allí por su cuenta para avisar a los habitantes del pueblo. Smithers añadió su propio mensaje bajo del de Martin, animando a los hombres a reunirse en Gonzales para ir a socorrer a los tejanos en el Álamo.

Antes de partir de Gonzales, Smithers entregó una carta a Andrew Ponton, el alcalde de la ciudad. Esta segunda carta puede haber sido realmente la razón por la que Smithers viajó a Gonzales, o puede haber sido una versión parafraseada de la carta que Martin había entregado. La copia decía:

A todos los habitantes de Texas:
En pocas palabras, hay 2000 soldados mexicanos en Bexar, y 150 americanos en el Álamo. Sesma está al mando de ellos, y los comentarios que se pudo obtener se dice que ellos no tienen ninguna intención de dar un paso atrás. Si todos los hombres no pueden escapar, todos los hombres de El Álamo serán asesinados.
No tienen más que 8 o 10 días de provisiones. Dicen que lo defenderán o morirán en el campo de batalla. Provisiones, municiones y hombres, o el sufrimiento de sus hombres que serán asesinados en el Fuerte. Si no se retiran, Texas desaparecerá.  Yo abandoné Bexar el 23 a las 4 de la tarde por orden de
W.V. [sic] Travis

L. Smithers
Ponton envió la copia de la carta de Smithers al coronel Henry Raguet, comandante del Comité de Vigilancia y Seguridad en Nacogdoches. Raguet guardó la carta que recibió y re-envió una copia, con sus comentarios adicionales, al Dr. John Sibley, presidente del Comité de Vigilancia y Seguridad para Asuntos de Texas en Natchitoches, Luisiana.
Smithers cabalgó con ahínco y entregó la carta de Travis en San Felipe de Austin en menos de 40 horas. En una reunión organizada a toda prisa, los líderes del pueblo aprobaron una serie de resoluciones prometiendo ayuda a los defensores del Álamo. Los resultados de la reunión se imprimieron en un periódico junto con una reproducción de la carta de Travis. Después de distribuir las 200 copias de su tirada inicial, los editores de periódicos Joseph Baker y Thomas Borden hicieron al menos otras cuatro reproducciones de la carta, lo que dio lugar a más de 500 copias adicionales.  Al final de la impresión se incluyó un mensaje del gobernador Henry Smith en el que se exhortaba a los colonos a "acudir en ayuda de sus compatriotas asediados y no permitir que fueran masacrados por un enemigo mercenario.... El llamado es para TODOS quienes puedan manejar armas, reúnanse que no hay tiempo que perder, o en quince días el corazón de Texas será la sede de guerra". El 2 de marzo, la carta fue publicada en el Texas Republican. Tres días después también apareció en otros periódicos importantes de Texas,Telegraph and Texas Register. La carta fue finalmente reimpresa en todo Estados Unidos y en gran parte de Europa.

## Respuesta Texana

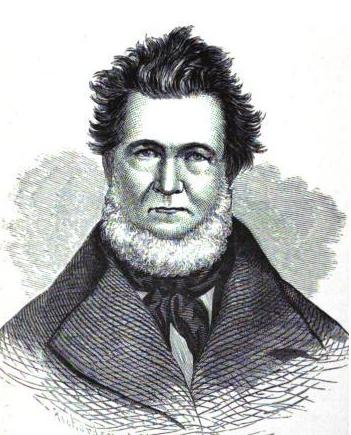
David G. Burnet. Es poco probable que se hubiera convertido en presidente interino de la República de Texas si no hubiera leído la carta de Travis.

Esta carta fue una de las varias que Travis envió durante el asedio a El Álamo. Cada una llevaba un mensaje similar: el ejército mexicano había invadido Texas, El Álamo estaba rodeado y los tejanos necesitaban más hombres y municiones para lograr una defensa exitosa. El gobierno de Texas no prestó ninguna ayuda. A estas alturas, las luchas internas habían hecho que el gobierno provisional fuera completamente ineficaz, y los delegados se reunieron el 1 de marzo en la Convención de 1836 para crear un nuevo gobierno. La mayoría de los delegados creían que Travis exageraba las dificultades a las que se enfrentaba.
Muchos residentes de Texas no estaban de acuerdo con la percepción de la convención. A medida que el mensaje se extendía por Texas, los colonos abandonaron sus hogares y se reunieron en Gonzales, donde el coronel James Fannin debía llegar con las tropas restantes del ejército tejano. El 27 de febrero un grupo de refuerzos se puso en marcha impacientemente por su cuenta; como resultado, 32 tejanos adicionales entraron en El Álamo. Las investigaciones del historiador Thomas Ricks Lindley indican que otros 50 o 60 hombres reforzaron El Álamo el 4 de marzo.
Casi todos los tejanos murieron en la batalla de El Álamo cuando el ejército mexicano atacó el 6 de marzo; Travis fue probablemente el primero en morir. Sin saber que El Álamo había caído, los refuerzos continuaron reuniéndose; más de 400 tejanos esperaban en Gonzales cuando la noticia de la derrota tejana llegó a la ciudad el 11 de marzo. Ese mismo día, el general Sam Houston, recién nombrado comandante del ejército tejano, había llegado a Gonzales. Al enterarse de la caída de El Álamo, Houston tomó el mando de los voluntarios reunidos. Al mes siguiente, este ejército apresuradamente organizado derrotó a Santa Anna en la batalla de San Jacinto, poniendo fin a la Revolución de Texas.
Esta carta pudo haber influido en la elección de David G. Burnet como presidente interino de la nueva República de Texas. Después de leer una de las versiones de la carta, Burnet se apresuró a unirse con Travis en el Álamo. Después de detenerse en Washington-on-the-Brazos para reclutar refuerzos entre los hombres reunidos en la Convención de 1836, Burnet se sintió tan "inspirado por sus deliberaciones" que se quedó como visitante. La convención declaró la independencia de México el 2 de marzo, pero los delegados temían por la seguridad de los funcionarios del nuevo país. En conversaciones privadas con muchos de los delegados, Burnet manifestó su voluntad de servir como presidente de una nueva república, aunque eso lo convirtiera en un objetivo de Santa Anna. Los delegados más populares no participaron en la convención por otros asuntos relacionados con la guerra. Ante la falta de interés en el cargo por parte de la mayoría de los que quedaron, Burnet fue nominado para presidente y derrotó al único otro candidato, Samuel Carson, por un margen de 29-23.

## Preservación
Una vez finalizada la Revolución de Texas, el boceto original de la carta fue entregado a la familia de Travis en Alabama. Se sabe que varios tejanos prominentes visitaron a la esposa de Travis, distanciada de él, poco después del fin de las adversidades, pero los historiadores no están seguros de cuál de estos hombres pudo haber entregado la carta. La hija de Travis, Susan (que tenía cinco años en el momento de su muerte), transmitió la carta a sus descendientes; con el tiempo llegó a su bisnieto, John G. Davidson. En febrero de 1891, Davidson cedió la carta al Departamento de Agricultura, Seguros, Estadísticas e Historia de Texas. Dos años después, Davidson ofreció vender la carta al estado de Texas por 250 dólares (7.201 dólares actuales). Esta cantidad representaba la mitad de la suma anual destinada a la recopilación de manuscritos históricos, y el estado no estaba seguro de aceptar. Tras las negociaciones, Davidson aceptó 85 dólares (2.448 dólares actuales) por la carta, y el 29 de mayo pasó oficialmente a ser propiedad del estado.
Durante muchas décadas, la carta se expuso públicamente, normalmente en una vitrina cerrada con otros manuscritos y objetos de la Revolución de Texas. En 1909, la carta fue trasladada a la Biblioteca Estatal de Texas y desde entonces sólo ha salido de ese edificio en dos ocasiones; fue uno de los 143 documentos prestados al Comité de Exposiciones Históricas para la Exposición del Centenario de Texas en 1936, y regresó brevemente al lugar de la exposición en 1986. La carta original ya no está en exposición permanente. En su lugar, se muestra en palabras de Michael Green, un antiguo archivero de referencia de la División de Archivos de la Biblioteca Estatal de Texas, "un facsímil exacto y único". Directamente sobre su vitrina hay un retrato de Travis.
Se conocen cuatro copias de los folletos originales. Uno de ellos se subastó en 2004, donde se preveía que alcanzaría un precio de más de 250.000 dólares.

## Regreso al Álamo
En octubre de 2012, la Oficina General de Tierras de Texas anunció sus planes para exhibir la famosa Carta de Travis en el Álamo desde el 23 de febrero hasta el 7 de marzo de 2013. Esto marcó la primera vez que la icónica carta ha regresado al Álamo después de haber sido escrita por Travis. La exposición era gratuita y estaba abierta al público en general.

## Recepción
La carta de Travis está considerada como "el documento más famoso de la historia de Texas", pero su amplia distribución ha permitido un impacto fuera de los asentamientos relativamente aislados de Texas. Los historiadores sitúan la carta en un contexto más amplio, "como una de las obras maestras del patriotismo americano" o incluso "una de las mayores declaraciones de desafío en lengua inglesa". Es raro ver un libro sobre El Álamo o la Revolución de Texas que no cite la carta, ya sea en su totalidad o en parte. La carta también aparece en su totalidad en la mayoría de los libros de texto de historia de Texas dirigidos a los niños de primaria y secundaria. No obstante, las notas de la carta rara vez se imprimen. A pesar de su impacto, los estudios sobre la carta son mínimos.

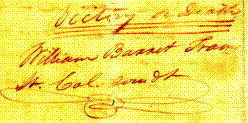
Travis concluyó su carta con las palabras "Victoria o Muerte", seguidas de su firma y título (Teniente Coronel comdt). La elección de las palabras sigue el modelo del grito de Patrick Henry "¡Libertad o Muerte!".

Casi desde su llegada a Texas, Travis había intentado influir en la agenda de la guerra en Texas. Al darse cuenta de la magnitud de la oposición a la que se enfrentaba en El Álamo, el tono de los escritos de Travis cambió de reportes superficiales al gobierno provisional a mensajes más elocuentes dirigidos a un público más amplio. El éxito de Travis, y tal vez su propia supervivencia, dependería de su capacidad para "conmover emocionalmente a la gente". Su trabajo previo como periodista probablemente le proporcionó una buena comprensión del tipo de lenguaje que más resonaría en su público. Travis utilizó esta carta en particular no sólo como un medio para dar a conocer su necesidad inmediata de refuerzos y suministros, sino también para dar forma al debate dentro de Texas ofreciendo "una provocación bien elaborada" que podría incitar a otros a tomar las armas. Eligió un lenguaje "sin ambigüedades y desafiante", dando como resultado un mensaje "muy poderoso". La carta representaba una declaración no oficial de independencia para Texas. Su uso de palabras evocaba la Revolución Americana y el famoso grito de Patrick Henry de "¡Libertad o Muerte!".
Los críticos se han burlado de la carta por su emotividad, señalando que parece mostrar "una preocupación por el romanticismo y la caballería" que no es infrecuente entre los seguidores de Sir Walter Scott. En especial, señalan la afirmada determinación de Travis de sacrificar su propia vida por una causa perdida.